# عالی‌پیر و علی‌مؤمن
عالی‌پیر و علی‌مومن، روستایی از توابع بخش اندیکا شهرستان مسجدسلیمان در استان خوزستان ایران است.

## جمعیت
این روستا در دهستان قلعه خواجه قرار دارد و براساس سرشماری مرکز آمار ایران در سال ۱۳۸۵، جمعیت آن ۱۵۶ نفر (۲۹خانوار) بوده‌است.